# Железничка станица Осипаоница
Железничка станица Осипаоница је једна од железничких станица на прузи Мала Крсна—Велика Плана. Налази се насељу Осипаоница у граду Смедереву. Пруга се наставља у једном смеру ка Лозовик-Сараорцима и у другом према Малој Крсни. Железничка станица Осипаоница састоји се из 3 колосека.